# ماری مانچینی
آنا ماریا «ماری» مانچینی، شاهدخت پالیانو (انگلیسی: Anna Maria "Marie" Mancini, Princess of Paliano؛ ۲۸ اوت ۱۶۳۹ – ۸ مهٔ ۱۷۱۵) اشراف‌زادهٔ اهل ایالات پاپی و سومین خواهر از پنج خواهر مانچینی، خواهرزاده‌های کاردینال ژول مازارن بود که برای ازدواج مصلحتی به فرانسه آورده شدند. خواهران مانچینی همراه با دو تن از دختر عموهای مارتینوتسی خود، در دربار پادشاه لوئی چهاردهم فرانسه به نام مازارینت‌ها شناخته می‌شدند. ماری مانچینی جد ملکه پائولا (بلژیک) بلژیک است.

## اوایل زندگی و خانواده
ماری مانچینی در ۲۸ اوت ۱۶۳۹ به دنیا آمد و در رم بزرگ شد. پدر او بارون لورنتسو مانچینی، یک اشراف ایتالیایی بود که همچنین یک فال‌بین اموات و اختربین هم بود. پس از مرگ او در سال ۱۶۵۰، مادرش، جرونیما ماتسارینی، دخترانش را از رم به پاریس آورد به این امید که از نفوذ برادرش، کاردینال ژول مازارن برای به دست آوردن ازدواج‌های مصلحتی سودمند از آنها استفاده کند.
سایر خواهران مانچینی عبارت بودند از:
- لائوره (۱۶۳۶–۱۶۵۷)، بزرگ‌ترین خواهر، که با لویی دو بوربون، دوک دو واندوم، نوه پادشاه هانری چهارم، پادشاه فرانسه و معشوقه‌اش، گابریل دو استر، ازدواج کرد و مادر ژنرال مشهور فرانسوی لویی ژوزف دو بوربون شد.
- اولیمپ (۱۶۳۸–۱۷۰۸) که با اوژن موریس از ساووا-کارینیانو ازدواج کرد و مادر ژنرال مشهور اتریشی شاهزاده اوژن ساووا شد.
- هورتنس (۱۶۴۶–۱۶۹۹)، زیبایی‌ترین دختر خانواده، از شوهر آزارگر خود، آرماند-چارلز دلا پورت گریخت و به لندن رفت و در آنجا معشوقه شاه چارلز دوم شد.
- ماری آن (۱۶۴۹–۱۷۱۴) با گودفروآ موریس د لا تور دوورینیه، برادرزاده فیلد مارشال معروف تورن ازدواج کرد.

مانچینی‌ها تنها اعضای زن خانواده‌ای نبودند که کاردینال مازارین به دربار فرانسه آورد. بقیه پسر عموزاده‌های ماری، دختران خواهر بزرگ ژول مازارن بودند. بزرگتر، لورا مارتینوتسی، با آلفونسو چهارم، دوک مودنا ازدواج کرد و مادر ماری مُدِنا همسر دوم جیمز دوم، پادشاه انگلستان بود. خواهر کوچکتر، آن ماری مارتینوتسی با آرماند، شاهزاده دو کونتی ازدواج کرد.
مانچینی‌ها همچنین سه برادر داشتند: پل، فیلیپ و آلفونس.

## تبعید و ازدواج
در سال ۱۶۶۱، ماری که بسیار ناامید شد، برای ازدواج با یک شاهزاده ایتالیایی، لورنتسو اونوفریو کولونا، فرستاده شد. او ظاهراً پس از شب عروسی آنها اظهار داشت که از اینکه او را هنوز باکره می‌بیند شگفت زده شده است. داماد انتظار نداشت «پاکدامنی و معصومیت را در میان عشق‌های پادشاهان» بیابد (به نقل از کتاب عشق و لوئی چهاردهم اثر آنتونیا فریزر).
در دهه ۱۶۷۰، پادشاه ماری را به درخواست او به صومعه سنت ماری د لا ویزیتیشن در تورین پایتخت دوک‌نشین ساووی فرستاد. با این حال، او در نهایت صومعه را ترک کرد و نزد مارکیز مورتار ماند. دو روز بعد، بازدیدکنندگان غیرمنتظره وارد شدند: نونسیو، آلمیرانته، و وزیر دادگستری دون گارسیا د مدرانو، به نمایندگی از شورای سلطنتی و مجلس کاستیا، آمدند تا او را متقاعد کنند که از طرف پادشاه به صومعه بازگردد. آنها تأکید کردند که او نباید بدون اجازه اعلیحضرت آنجا را ترک می‌کرد، زیرا در ابتدا تحت دستور او وارد شده بود. آلمیرانته وصیت پادشاه را ابلاغ کرد، نونسیو قصد داشت اجرای آن را تسهیل کند، و وزیر دادگستری گارسیا د مدرانو به او دربارهٔ عواقب احتمالی در صورت مقاومت هشدار داد. «او دستور داشت که مرا با خود ببرند و در صورت امتناع من، دستور داشت شخصاً در کنار من بماند و مرا تحت مراقبت شدید قرار نگهبانانش قرار دهد». گرچه در ابتدا مردد بود، اما مارکیز او را متقاعد کرد که از این امر پیروی کند، زیرا از خشونت احتمالی در صورت امتناع او بیمناک بود. ماری با اکراه موافقت کرد، و شاهزاده او را با یک مربی سلطنتی به صومعه بازگرداند، جایی که او با دوک آویرو ملاقات کرد.

## فرار و مرگ
پس از تولد سخت فرزند سومش، ماری از نزدیکی با شوهرش امتناع کرد و در نتیجه روابط بین آن دو رو به وخامت گذاشت. در ۲۹ مه ۱۶۷۲ از ترس اینکه شوهرش او را بکشد، ماری به همراه خواهرش هورتنس رم را ترک کرد. در سال ۱۶۶۷، پس از آن که خواهرش هورتنس، خاطرات خود را نوشته بود، در فرانسه روایت‌های نادرستی در مورد ماری منتشر شد. ماری با نوشتن خاطرات خود این شایعات پاسخ داد. خواهران مانچینی از اولین زنان فرانسه بودند که خاطرات خود را منتشر کردند. او تا زمان مرگ همسرش در سال ۱۶۸۹ به ایتالیا بازنگشت و سپس یک دهه دیگر را در سفر به اروپا گذراند.
او در ماه مه ۱۷۱۵ در سن ۷۵ سالگی، حدود ۳ ماه قبل از مرگ لویی چهاردهم در سپتامبر همان سال، در پیزا درگذشت و در کلیسای سانتو سپولکرو در آن شهر به خاک سپرده شد.